# Chuyến bay 634 của Turkish Airlines
Chuyến bay 634 của Turkish Airlines là một chuyến bay nội địa thường lệ của Turkish Airlines từ sân bay Ataturk Istanbul đến sân bay Diyarbakır ở Thổ Nhĩ Kỳ. Ngày 08 tháng 1 năm 2003, nó được điều hành bởi Avro RJ100 TC-THG, bị rơi trong sương mù rộng khắp trong khi đang tiếp đất lần cuối. Tất cả phi hành đoàn và 70 hành khách trong số 75 hành khách bị thiệt mạng, 5 hành khách sống sót nhưng bị thương thương nghiêm trọng. 
Sau khi rời Istanbul lúc 18h35 EET (16:35 UTC) trong chuyến bay gần hai giờ đến Diyarbakır ở đông nam Thổ Nhĩ Kỳ, các phi công thiết lập kế hoạch chuyển hướng và sân bay thay thế nếu cần thiết ngoài ra các cách tiếp cận VOR DME tiêu chuẩn tại một khoảng cách khoảng 70 hải lý (130 km) từ sân bay trước khi liên lạc với kiểm soát không lưu. 
TK 634 báo cáo kiểm soát tiếp cận sân bay ở khoảng cách là 8 hải lý (15 km) mà nó đã đạt đến điểm cố định tiếp cận ban đầu (initial approach fix). Đài kiểm soát không lưu hướng dẫn các máy bay tiếp tục tiếp cận và báo cáo khi nhìn thấy đường băng đầy đủ. Cuộc trò chuyện này được khẳng định bởi các máy bay và tháp không lưu.